# Piestrówka żółtawa

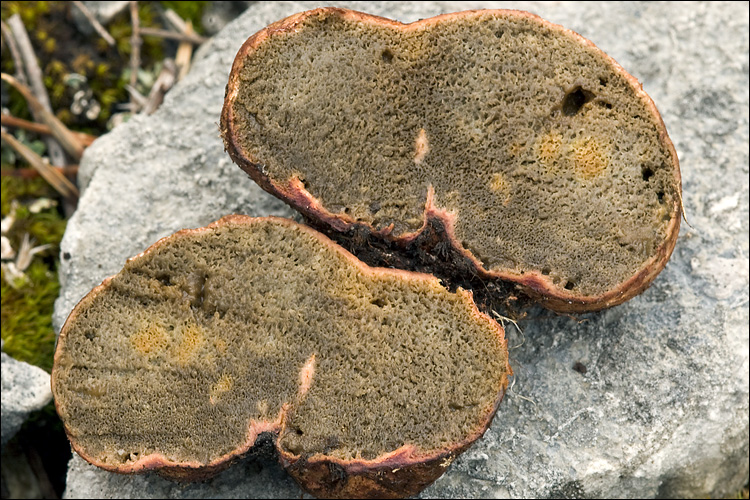

Piestrówka żółtawa (Rhizopogon obtextus (Spreng.) R. Rauschert) – gatunek grzybów z rodziny piestrówkowatych (Rhizopogonaceae).

## Systematyka i nazewnictwo
Pozycja w klasyfikacji według Index Fungorum: Rhizopogon, Rhizopogonaceae, Boletales, Agaricomycetidae, Agaricomycetes, Agaricomycotina, Basidiomycota, Fungi.
Takson ten w 1815 roku opisał Curt Sprengel nadając mu nazwę Tuber obtextum. Obecną, uznaną przez Index Fungorum nazwę nadał mu Stephan Rauschert w 1851 r.
Nazwę polską nadali Barbara Gumińska i Władysław Wojewoda w 1983 r.

## Charakterystyka
Owocnik
Bulwiasty, o średnicy do 6 cm, przeważnie półpodziemny i gęsto opleciony luźnymi pajęczynowatymi splotami grzybni. Za młodu żółtawobiały i trochę plamisty, później żółtobrązowy do jasnoooliwkowego. Gleba jędrna, początkowo drobno komorowata, potem z dużymi komorami, o barwie silnie oliwkowozielonej. Młode owocniki mają owocowy zapach, starsze śmierdzą.
Cechy mikroskopowe
Zarodniki o wymiarach (4,8–) 5–8,5 (–11) × 2–4 µm.
Występuje w Ameryce Północnej, Europie, Azji i Australii. W piśmiennictwie naukowym na terenie Polski podano liczne jego stanowiska.
Grzyb półpodziemny, zwykle do połowy zagłębiony w piaszczystej ziemi. Występuje w lasach pod sosnami, świerkami, jałowcami, często we wrzosach. W Polsce jego owocniki znajdywano od maja do października.